# Огненокоремен тритон
Огненокоремните тритони (Cynops pyrrhogaster) са вид земноводни от семейство Саламандрови (Salamandridae).
Срещат се в по-голямата част от Япония.
Таксонът е описан за пръв път от германския зоолог Хайнрих Бойе през 1826 година.